# Montsec de Calafí
El Montsec de Calafí és un indret del Montsec d'Ares situat al municipi d'Àger a la comarca de la Noguera, amb una elevació màxima de 1.585 metres.